# Kirbla
Kirbla är en by i västra Estland. Den ligger i Lääneranna kommun och landskapet Pärnumaa, 90 km sydväst om huvudstaden Tallinn. Kirbla ligger 10 meter över havet och antalet invånare är 250. Byn tillhörde Lihula kommun och landskapet Läänemaa fram till kommunreformen 2017.
Terrängen runt Kirbla är mycket platt. Runt Kirbla är det mycket glesbefolkat, med 3 invånare per kvadratkilometer. Närmaste större samhälle är Lihula, 8,6 km sydväst om Kirbla. I omgivningarna runt Kirbla växer i huvudsak blandskog.